# Richard von Pawelsz
Richard Wilhelm Heinrich von Pawelsz (né le 7 décembre 1872 à Stade et mort le 10 avril 1943 à Berlin) est un général d'infanterie allemand et commissaire du Reich à la Commission militaire interalliée de contrôle.

## Biographie
Pawelsz est le fils d'un colonel prussien et, après l'école des cadets, il entre le 17 février 1891 comme enseigne dans le 4e régiment à pied de la Garde. Il y est promu sous-lieutenant le 16 janvier 1892. En tant que tel, il est ensuite transféré le 22 mars 1897 dans le 5e régiment de grenadiers de la Garde, où il est promu lieutenant le 18 août 1899. Du 1er octobre 1899 au 30 juin 1902, il est envoyé à l'Académie de guerre prussienne pour poursuivre sa formation. Après neuf mois de service à la troupe, il est affecté au Grand État-Major, où il est promu capitaine le 16 mars 1905. Peu de temps après, il est affecté à l'état-major général du 6e corps d'armée  à partir du 1er avril 1905 et devient second officier d'état-major du 22 avril 1905 au 26 janvier 1907. Pendant deux ans, Pawelsz retourne au service des troupes en tant que commandant de compagnie dans le 51e régiment d'infanterie à Breslau. Il est ensuite muté au grand état-major général et est affecté à d'autres postes d'état-major. Promu major, Pawelsz rejoint d'abord le 13 septembre 1911 l'état-major de la 27e division d'infanterie comme premier officier d'état-major, puis en janvier 1913 l'état-major de l'inspection générale de l'artillerie à pied (de) à Berlin dans la même fonction.

### Première Guerre mondiale
Avec le déclenchement de la Première Guerre mondiale, Pawelsz devient d'abord aide de camp du général d'artillerie à pied au Grand Quartier général. Il est ensuite brièvement, à partir du 25 août 1914, premier officier d'état-major du 22e corps de réserve et est affecté six jours plus tard à l'état-major de la division de marine (de) sous les ordres de l'amiral Ludwig von Schröder. Il y participe au siège et à la prise de la forteresse d'Anvers et combat ensuite à la bataille de l'Yser. Le 29 avril 1915, il fut transféré au 7e corps d'armée, où il occupe le poste de chef d'état-major général sous les ordres d'Eberhard von Claer. En tant que tel, il est promu lieutenant-colonel le 18 août 1916. Deux ans plus tard, Pawelsz devient chef d'état-major général de la 2e armée et quatre mois plus tard de la 5e armée. Suivent les affectations en tant que chef d'état-major général du groupe d'armées Gallwitz (du 1er février au 17 avril 1918), de la 17e armée (du 18 avril au 11 octobre 1918), du Détachement d'armée A (du 12 octobre au 2 novembre 1918) et de la 7e armée jusqu'au 3 novembre 1918. Le 8 novembre 1918, il fut transféré aux officiers de l'armée et affecté en même temps au commandement général du 37e corps de réserve pour disposition spéciale.

### République de Weimar
Après la fin de la guerre, Pawelsz est à nouveau chef d'état-major de la 7e armée du 24 novembre 1918 au 13 janvier 1919, puis, après la démobilisation, il est à nouveau transféré aux officiers de l'armée et mis à la disposition du ministère de la Guerre. Celui-ci le nomme en février 1919 président du comité de la Reichswehr chargé de l'élaboration et de la création d'une nouvelle armée.
Le 1er octobre 1919, Pawelsz est intégré à la Reichswehr et nommé chef de département au ministère de la Reichswehr. De là, il est muté le 1er avril 1920 au Wehrkreis-Kommando II en tant que chef d'état-major et, un mois et demi plus tard, il est nommé chef d'état-major de la 2e division à Stettin. En tant que colonel (depuis le 18 mai 1920), Pawesz reçut ensuite le 15 juin 1921 le commandement du 9e régiment d'infanterie. Le 1er novembre 1922, il devient chef d'état-major du commandement du groupe 1 à Berlin et est promu à ce titre major général le 1er février 1923. Après trois ans dans cette fonction, il est nommé commandant de la 4e division à Dresde. À ce titre, il est également commandant du district militaire IV et commandant de l'État libre de Saxe. À partir de 1927, il est le représentant du gouvernement allemand pour les questions de désarmement.
Le 30 septembre 1928, il se retire du service militaire et reçoit en même temps le caractère de général d'infanterie, mais reste en tant qu'expert à la disposition du chancelier du Reich.

### Mort
Richard von Pawelsz décède le 10 avril 1943 à Berlin à l'âge de 70 ans et est enterré au cimetière des Invalides. La tombe n'a pas été conservée.

## Décorations
- Ordre de l'Aigle rouge de 4e classe[2]
- Croix de décoration de service prussienne[2]
- Commandeur de l'Ordre de la Couronne d'Italie[3]
- Officier de l'Ordre de François-Joseph[3]
- Croix de fer (1914) de 2e et 1re classe[2]
- Croix de chevalier de l'ordre de la maison royale de Hohenzollern avec épées[2]
- Pour le Mérite[2] le 23 décembre 1917
- Croix d'honneur de l'ordre de la maison princière de Hohenzollern avec épées et couronne[2]
- Ordre du mérite militaire bavarois de 3e classe avec épées et couronne[2]
- Officier de l'Ordre d'Albrecht avec épées et couronne[2]
- Commandant de 2e classe de l'Ordre de Frédéric avec épées[2]
- Croix de chevalier de 2e classe de l'Ordre du Lion de Zaeringen[2]
- Croix de chevalier de l'ordre du Griffon avec couronne[2]
- Croix d'Honneur de l'Ordre de la Maison de Lippe de 2e classe avec épées[2]
- Croix de guerre d'honneur pour acte héroïque (de)[2]
- Croix du Mérite de guerre de Lippe[2]
- Croix du mérite militaire autrichienne de 3e classe avec décoration de guerre[2]